# دانيال أندريس ريوس
دانيال أندريس ريوس (بالإسبانية: Daniel Andrés Ríos)‏ (21 فبراير 1983 في الأرجنتين - ) هو لاعب كرة قدم أرجنتيني في مركز الهجوم. لعب مع نادي أتليتيكو بيلغرانو ونادي أتليتيكو كولون ونادي أطلس ونادي أمريكا ونادي تولوكا وتيبورونيس روخوس دي فيراكروز.

## وصلات خارجية
- دانيال أندريس ريوس على موقع قاعدة بيانات كرة القدم.إي يو (الإنجليزية)